# Rainer Nigrelli

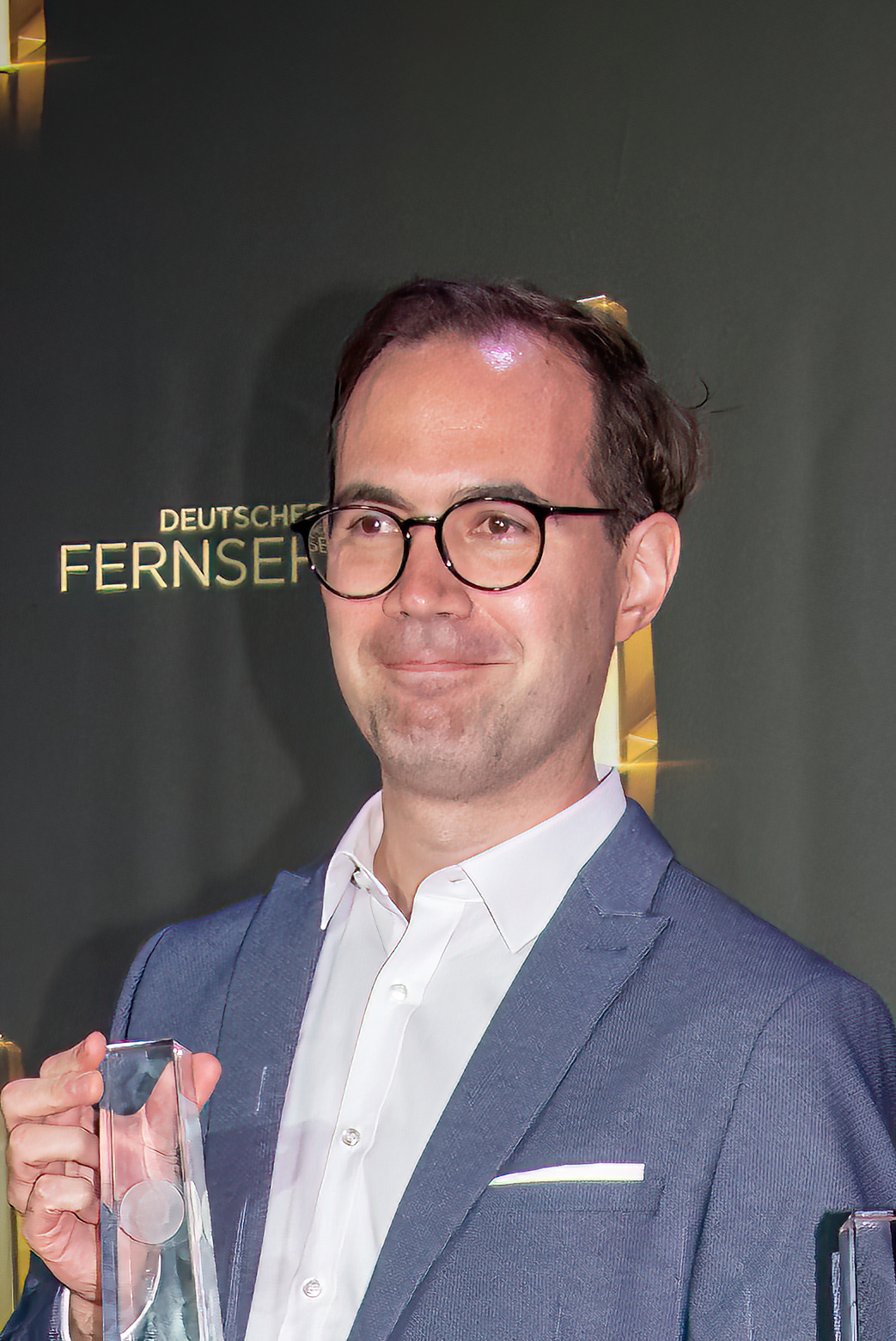
Rainer Nigrelli, Deutscher Fernsehpreis 2021

Rainer Nigrelli (* 1982 in Karlsruhe) ist ein deutscher Filmeditor.

## Leben
Rainer Nigrelli absolvierte ein Studium in Theater-, Film- und Fernsehwissenschaft an der Universität zu Köln und arbeitete anschließend als freier Filmeditor.
Bekannt ist er unter anderem für den Dokumentarfilm Tour du Faso und Serien wie Andere Eltern oder Frau Jordan stellt gleich. Im Jahr 2021 wurde er mit dem Deutschen Fernsehpreis für den besten Schnitt Fiktion für die Netflix-Serie How to Sell Drugs Online (Fast) ausgezeichnet.
Neben seiner Arbeit als Filmeditor moderiert er zusammen mit Jan Henrik Pusch den Podcast Credit to the Edit, in dem Filmeditoren verschiedener Genres interviewt werden.

## Filmografie (Auswahl)
- 2013: Arts Home is my Kassel
- 2014: Tour du Faso
- 2016: Rabenmütter
- 2017: Kroymann
- 2017: Nicht tot zu kriegen (Fernsehserie, 8 Folgen)
- 2018: Merz gegen Merz
- 2019: How to Sell Drugs Online (Fast)
- 2019: Andere Eltern (Fernsehserie, 8 Folgen)
- 2019: Stralsund: Doppelkopf
- 2020: Frau Jordan stellt gleich (Fernsehserie, 4 Folgen)
- 2020: Drinnen – Im Internet sind alle gleich
- 2022: King of Stonks (Fernsehserie)
- 2022: Buba
- 2024: Führer und Verführer

## Preise
- 2020: Deutscher Fernsehpreis für How To Sell Drugs Online (Fast), Bester Schnitt Fiction, Nominiert[4]
- 2020: Deutsche Akademie für Fernsehen für Andere Eltern, Schnitt Fiction, Nominiert[5]
- 2021: Deutscher Fernsehpreis für How To Sell Drugs Online (Fast), Bester Schnitt Fiction, Gewonnen[6]